# Tidmarsh
Tidmarsh is een civil parish in het Engelse graafschap Berkshire. Het ligt anderhalve kilometer ten zuiden van Pangbourne en 8 kilometer ten westen van Reading. Het dorp maakt deel uit van het kiesdistrict Reading-West.
In Tidmarsh staan twee historische gebouwen: de Greyhound Pub die in 2005 na een brand werd gerestaureerd en de Kerk van Sint Laurentius uit de twaalfde eeuw.
In de watermolen van Tidmarsh (Tidmarsh Mill) woonden Lytton Strachey en Carrington tussen 1917 en 1924.